# Gianluca Galassi
Gianluca Galassi (Trento, 24 luglio 1997) è un pallavolista italiano, centrale della You Energy.

## Carriera

### Club
A 15 anni inizia la sua carriera sportiva militando nel settore giovanile della Trentino, dove resta fino al 2015 partecipando ai campionati di serie C, serie B2 e serie B1 e vincendo 2 Junior League (2014, 2015), 2 campionati italiani under 19 (2014, 2015) dove risulta l'mvp in entrambi gli anni, 1 campionato italiano under 17 (2013), 1 campionato italiano under 16 (2012) e 1 Trofeo delle Regioni nel 2012.
Nella stagione successiva esordisce in Serie A2, venendo ceduto in prestito alla formazione del Club Italia, dove gioca per un anno. Nel 2016 viene prestato alla squadra del Powervolley Milano che milita nel campionato di Serie A1 e vi rimane per due anni.
Nella stagione 2018-19, sempre in prestito, entra a far parte del roster del Sir Safety Perugia, aggiudicandosi una Coppa Italia; nell'annata seguente si trasferisce al Milano, sempre in Superlega, con cui in cinque stagioni vince una Coppa CEV, mentre nel campionato 2024-25 approda alla You Energy, sempre nella massima divisione italiana.

### Nazionale
Nel 2015 viene convocato nella nazionale italiana under 19 con cui vince la medaglia d'argento al campionato europeo, a luglio dello stesso anno partecipa al torneo 8 nazioni, dove vince la medaglia d'oro e il bronzo al XIII Festival olimpico della gioventù europea. Tra agosto e settembre 2015 partecipa al campionato mondiale under 19 e al campionato mondiale under 21 piazzandosi in quinta posizione.
Tra il 2016 e il 2017 fa parte della nazionale under 20, under 21 disputando il campionato europeo, dove ottiene il premio come miglior centrale, e quello mondiale di categoria.
Nel 2019 ottiene le prime convocazioni nella nazionale maggiore, con cui vince la medaglia d'oro alla XXX Universiade e al campionato europeo 2021. Nel 2022 conquista un altro oro al campionato mondiale, premiato inoltre come miglior centrale, nel 2023 la medaglia d'argento al campionato continentale e nel 2025 quella d'argento alla Volleyball Nations League.

## Palmarès

### Club
- Coppa Italia: 1

2018-19
- Coppa CEV: 1

2021-22

### Nazionale (competizioni minori)
- Campionato europeo under 19 2015
- Festival olimpico della gioventù europea 2015
- Universiadi 2019
- Memorial Hubert Wagner 2023

### Premi individuali
- 2016 - Campionato europeo under 20: Miglior centrale
- 2022 - Campionato mondiale 2022: Miglior centrale